# Постояльская
Постоя́льская — деревня в Ливенском районе Орловской области России. Входит в состав Речицкого сельского поселения.

## География
Деревня находится на месте выхода внутриобластной автодороги на автотрассу Р119, на расстоянии 15 км (по прямой) к западу от города Ливны, административного центра района.

### Часовой пояс
Деревня Постояльская, как и вся Орловская область, находится в часовой зоне МСК (московское время). Смещение применяемого времени относительно UTC составляет +3:00.

## Население
| 2010 |
| ---- |
| 34   |

## Улицы
В деревне имеются две улицы — Калаусова и Луговая.

## Достопримечательности
В деревне находится братская могила советских воинов, погибших в 1943 году в Великой Отечественной войне. Является памятником регионального значения.